# Balsfjord
Balsfjord é uma comuna da Noruega, com 1 493 km² de área e 5 611 habitantes (censo de 2004).         